# Una fragile armonia
Una fragile armonia (A Late Quartet) è un film del 2012 diretto da Yaron Zilberman e interpretato da Philip Seymour Hoffman, Christopher Walken, Catherine Keener e Mark Ivanir.

## Trama
Dopo aver suonato insieme per più di venti anni, il famoso quartetto d'archi Fugue, mentre è impegnato a preparare l'esecuzione dell'op. 131 di Beethoven, è inaspettatamente costretto a fare i conti con l'imminente prospettiva della perdita del più anziano dei membri, il violoncellista Peter Mitchell, colpito dalla malattia di Parkinson.
I quattro musicisti si trovano così a riconsiderare i loro rapporti sul piano professionale e personale.
La pretesa del secondo violino, Robert Gelbart, di alternarsi col collega Daniel Lerner nel ruolo di primo violino, fa riemergere questioni irrisolte con la moglie Juliette, violista del quartetto, che non condivide la richiesta. A complicare ulteriormente le cose, si aggiungono la relazione amorosa di Daniel con la giovane Alexandra Gelbart, figlia di Robert e Juliette e violinista anch'essa, ed il tradimento, scoperto, di Robert con una ballerina di flamenco. Questi eventi minano fortemente l'armonia del quartetto, che a questo punto sembra fatalmente destinato a sciogliersi.
Tuttavia, la tenacia e la fermezza professionale di Peter nella guida del quartetto, insieme alla sua straordinaria umanità, porteranno alla catarsi finale in cui i nodi saranno platealmente sciolti.
Il film si chiude con l'ultimo concerto di Peter, che a metà dell'esecuzione dell'op. 131 di Beethoven si ferma per un commosso commiato dal suo pubblico e cede il proprio posto alla violoncellista Nina Lee (che nel film interpreta sé stessa) per completare il concerto. Il quartetto d'archi Fugue ha dunque un futuro.

## Promozione
L'11 settembre 2012 è stato diffuso online il trailer del film.

## Distribuzione
La distribuzione nelle sale statunitensi è avvenuta il 2 novembre 2012, mentre in Italia è uscito il 12 settembre 2013.